# Tylogonus craneae
Tylogonus craneae är en spindelart som först beskrevs av Lodovico di Caporiacco 1955.  Tylogonus craneae ingår i släktet Tylogonus och familjen hoppspindlar. Inga underarter finns listade i Catalogue of Life.